# GBI: German Bold Italic
A GBI (German Bold Italic) című dal a japán zenei producer, Towa Tei és az ausztrál énekes-dalszerző Kylie Minogue közös dala Tei második Sound Museum című stúdióalbumáról. A dalt Tei és Minogue közösen írták, és 1997. szeptember 10-én jelent meg kislemezen Japánban, az Elektra, az Akashic és az East West kiadók gondozásában. A dalhoz számos remix készült, és Hiro Sugiyama és az Enlightement tervezőcsapat által készített eredeti betűtípust tartalmazza a kislemez borítója. Egy évvel később az Arthrob és az East West kiadók megjelentették a dalt Ausztráliában és az Egyesült Királyságban is.
A minimal-house, techno-pop és klub stílusú dal egy hangmintát tartalmaz az 1969-es hastánc oktatólemez, a The Art of Belly Dancing bevezetőjéből. Minogue-t egy újonnan feltalált "német félkövér dőlt" betűtípusként ábrázolja. A zenekritikusok dicsérték a szótlanul hangos dalt Minogue repertoárjának jellegzetessége miatt, a "Sound Museum" csúcspontjaként, és karrierje meghatározó pillanataként tekintve rá. A "GBI (German Bold Italic)" csak mérsékelt siker volt a kislemezlistákon, Ausztráliában, Skóciában, és az Egyesült Királywágban a 60.helyen érte el a csúcsot.
A dalhoz tartozó klipet Minogue akkori barátja, a francia Stéphane Sednaoui rendezte. A videóban Minogue kimonóban öltözve sétál New York utcáin. Bár a zenekritikusok dicsérték a teljesítményét, a videó japán kultúrával kapcsolatos kezelése eltérő véleményeket váltott ki a kritikusokból. Más előadók klipjeivel is összehasonlították, köztük Madonna "Nothing Really Matters" című 1999-es klipjével. Minogue a dalt beépítette egy videóbejátszásként a KylieFever2002 turnéjába, és több élő fellépésen is viselt hagyományos japán jelmezeket. Tei 2017-ben újrakeverte a dalt, és kiadott 2005-ben egy másik dalt Minogue-val Sometime Samurai címmel.

## Előzmények
Towa Tei japán lemezproducer 1994-ben távozott a New York-i székhelyű Deee-Lite nevű együttesből, miután sérülést szenvedett a színpadon. Visszatért Tokióba, és produkciós munkálatokba kezdett különböző művészekkel, köztük a A Tribe Called Quest és a Yello Magic Orchestra együttesekkel. Kiadta debütáló szólóalbumát a Future Listening! címűt 1994-ben a For Life Music égisze alatt. A bossanova és elektronikus dallamok keverékét tartalmazó albumot jól fogadták, mely elősegítette Tei hírnevét Japánban. Abban az évben Kylie Minogue énekesnő kiadta saját albumát, mérsékelt kereskedelmi sikert aratva ezzel. Az R&B hatású album volt az első ajánlata a független Deconstruction kiadónál, miután két évvel korábban szakított a PWL kiadóval.
Nem sokkal az album megjelenése után Minogue romantikus kapcsolatot kezdett Stéphane Sednaoui francia fotóssal, és számos világméretű utazáson vett részt vele, köztük számos japán utazást, hogy ihletett merítsen készülő lemezéhez. Tei, aki a Future Listening! albumának befejezése után a lounge zenével kezdett el foglalkozni, következő lemezén szeretett volna visszatérni a táncos stílushoz. 1996-ban Tei kapott egy kézzel írt faxot Minogue-tól Sangenjaya-i otthoni stúdiójában. Emlékezett rá, hogy egy kép volt rajta a következő üzenettel: "A zene legyen veled" Kylie, hívj fel!". A producer érdeklődött Minogue iránt, hogy közös munkába kezdjenek, akit ideális "ikonnak" tartott, mely a japán és a nyugati emberek számára is egyaránt vonzó volt, különösen a meleg közösségben.
Minogue elment Tei stúdiójába Sangenjayába, és megírta a szöveget az instrumentális demóihoz. "Azonnal megértette az ötleteimet, és az irányt" – emlékezett vissza Tei. A munkáik során Minogue két dalt vett fel Tei-vel közös albumára: A "GBI (German Bold Italic)" és Sometime Samurai címűeket. A producer úgy érezte, hogy bár az együttműködés gördülékeny volt, a munkatársai nem támogatták. Ezek a dalok végül kimaradtak Minogue 6. Impossible Princess című stúdióalbumáról. Ezt követően Tei második stúdióalbumán, a "Sound Museum" címűn jelent meg a dal, melyhez Fernando Aponte keverte a hangot a Chung King Stúdióban New Yorkban. A japán producerek Hideki Matsutake és Takeshi Fujii további szintetizátorhangokat adtak a dalhoz.

## Összetétel
A "GBI (German Bold Italic)" egy house, techno-pop dal, mely b♭-moll hangnemben íródott 127 BPM/ütemmel. A produkció a "szupermarket muzak" hatását meríti, retró dobgépekkel, mókás riffekkel, jazz ritmusokkal, pattogós szintetizátorokkal, és drone hangeffektussal. A dal ritmusát a német Kraftwerk együttes munkáival hasonlították össze a zenekritikusok. Simon Sheridan a The Complete Kylie (20099 szerzője azt írta, hogy a szám tele van véletlenszerű "pattanásokkal, ütésekkel, és karcolásokkal", és egy hangos rajzfilmnek nevezte azt. A Words and Music: A History of Pop in the Shape of a City (2003) című angol újságírója Paul Morley a "hip-happy techno és a posztdivatos kísérleti abszurdizmus" hibridjének nevezte. A "GBI (German Bold Italic)" a Bel-Sha-Zaar, Tommy Genapopoluis és a The Grecian Knights 1969-es táncoktató lemezének, a The Art of Belly Dancing bevezető számának hangmintájával kezdődik. Ugyanezt a mintát használták fel a Deee-Lite 1990-es Groove Is in the Heart című dalában is, melynek társproducere volt Tei.
A szöveg szerint Minogue a dalban a GBI (German Bold Italic) (német félkövér dölt) betűtípus szerepét játssza. Bemutatja a betűtípus tulajdonságait: jól illeszkedik, és jól néz ki különböző színekkel, beleértve a pirosat, a zöldet és a kéket. Felajánlja, hogy segít a hallgatóknak merész tervük elkészítésében, biztosítva őket arról, hogy értékelni fogják stílusérzékét. Egy ponton Minogue megismétli a német "Gut Ja!" (Igen, jó) szavakat. A zenekritikusok a dalt Alvin Lucier 1969-es I am sitting in the Boom című hangművészeti darabjához hasonlítoták. Yoko Kawaguchi, a Butterfly's Sisters: The Geisha in Western Culture (2010) szerzője szerint a dekoratív betűhatások a női vonzerővel analógok. Minogue csábítóan beszél és kuncog a dal alatt. Tei "kifejező versolvasásnak" minősítette az előadását, és úgy említette, mint az egyik olyan dolgot, amit a legjobban kedvel a Sound Museum-ban. John Rowley aki a Junkee-nak írt: "kacérnak, kuncogónak, és magabiztosnak" definiálta a dalban lévő teljesítményét. Minogue mellett a japán producer Haruomi Hosono is kiemelt előadóként szerepel, aki vokáljával is hozzájárult a dalhoz. Minogue ékesszóló előadásával ellentétben Hosono lágyabb háttéréneket adott elő, ahogyan Tei kérte.

## Megjelenés és remixek

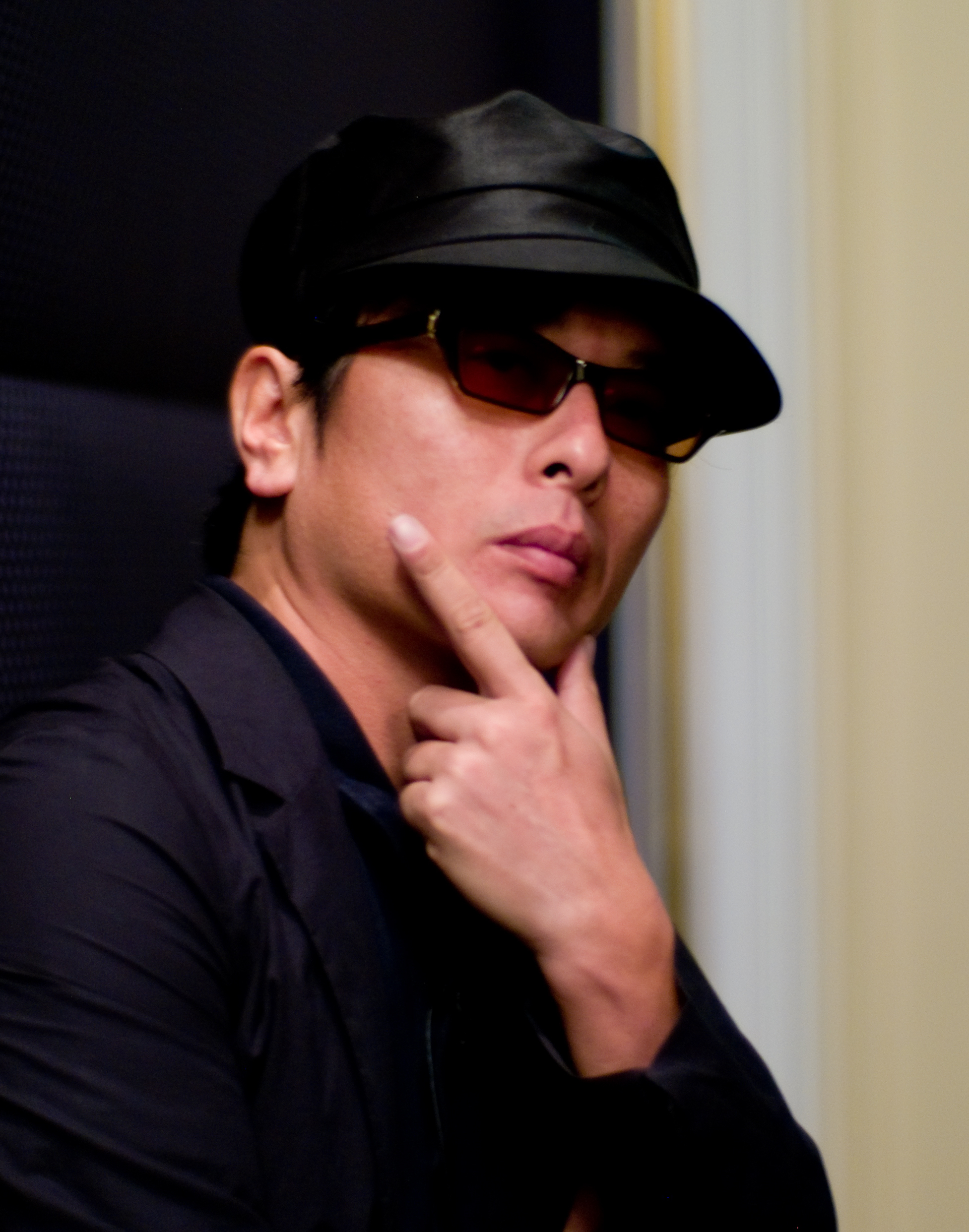
Húsz évvel az első megjelenés után Tei (a képen 2007-ben) újrakeverte a „GBI (German Bold Italic)” című dalt EMO (2017) című albumához.

A "GBI (German Bold Italic)" Japánban CD maxi kislemezen jelent meg 1997. szeptember 10-én az Elektra, az Akashic, és az East West Records kiadónál.}} A borítón Minogue mini pixeles portréja látható. A kislemez bónusz CD-ROM mellékleteket is tartalmaz, beleértve a képernyővédőt, az eredeti német Bold Italic betűtípust, és a dal hangmintáit is. Hiro Sugiyama és tervezőcsapata az Enlightenment tervezte a betűtípust, amelyet Tei és Minogue hivatalos weboldalán is elérhetővé tettek. A kislemez egy rövid bevezetőt tartalmaz, amelyet az amerikai The Gentle People készített, valamint remixeket, amelyeket az angol lemezlovasok Krust (Rekut néven) és Shy FX (aki az Ebony Boogie Down Mixet készítette). A "BMT" című eredeti dal remixe is helyett kapott a lemezen, amelyben Biz Markie, és Mos Def amerikai rapperek is közreműködtek. Az októberben megjelent japán dupla 12 inches bakeliten a dal címe és Tei weboldala az eredeti német Bold Italic betűtípussal jelenik meg az első borítón, a betűtípus mintája pedig a hátsó borítón. A bakelit egy eredeti dalt is tartalmaz, amelyet Tei írt "Boldline" néven.
1998 októberében és novemberében, egy évvel az első japán kiadás után a dal Ausztráliában és az Egyesült Királyságban is megjelent. Mindkét régióban egy matrica került a borítóra, amelyen Minogue szerepel kiemelt művészként. Ezeknek az 1998-as kiadásoknak a borítója hasonló volt a japán 12-es bakelit lemezéhez, amelyen a cím és Tei weboldala különböző színű háttérre volt nyomtatva. Az Egyesült Királyságban a dalt eredetileg október 5-én tervezték kiadni a Coalition Records-nál. Egy kazetta single és két CD változat végül október 26-án jelent meg az Eastwest és Arthrob kiadóknál.
A dal felkerült Tei 1997-es Sound Museum című stúdióalbumára is, ahol a betűtípust a továbbfejlesztett CD verzióra való telepítéshez mellékelték. A dal két remixe Tei japán remixalbumán szerepel a "Stupid Fresh" címűn. A Krust remix és egy latin Narrow Light mixet Uwe Schmidt német producer készítette "Lisa Carbon" álnéven. Egy évvel később a remix album az európai Sound Museum második lemezeként jelent meg. A dal ezt követően 2001-ben felkerült Tei első válogatásalbumára, a Best címűre. 20 évvel az első megjelenés után Tei ujrakeverte a dalt 2017-es albumára az EMO-ra. A "GBI" névre átkeresztett frissített verzió "lecsupaszított" four-on-the-floor változata nagy hatással volt Tei-re az eredeti verzió felvételekor, de azóta eltávolodott tőle. A producer megtartotta Minogue eredeti énekének nagy részét, és megnövelte Hasono énekhangerejét a dalban, valamint egy gitárjátékot is hozzáadott a dalhoz, melyet SuGar Yoshinaga a japán Buffalo Daughter rockzenekar gitárosa játszott fel. Izgalmasnak és érzelmesnek érezte a dal újragondolását. A japán DJ Takkyu Ishino a "GBI" remixét bónusz CD-R-ként tették elérhetővé az EMO Amazon keresztüli megvásárlásával. Ishino a remixet a 2018-as Takkyu Ishino Works 1983-2017 című válogatás albumára is feltette. Ishino included the remix in his 2018 complication album Takkyu Ishino Works 1983-2017.

## Összetétel
A zenekritikusok megjegyezték, hogy a "GBI (German Bold Italic)" jellegzetes jellegét az Independent munkatársa – Fiona Sturges szerint – a dalnak jelentősen "egzotikusabb íze van", mint Tei tipikus klubszámainak. Sheridan úgy jellemezte, mint "boszorkányok főzetét a hipnotikus japán őrületből, de ennek ellenére mesés szórakozás". Számos kritikus a "Sound museum" csúcspontjaként választotta ki a dalt. John Everson (Southtown Star) az album "egyetlen igazán fülbemászó pillanatának" nevezte, míg Howard Cohen a Miami Heraldnak írva úgy találta, hogy Tei ritmikus textúrája és Minogue énekhangja táncolhatóvá teszi az dalt. Thomas Conner (The Tulsa World) és Aidin Vaziri (San Francisco Examiner) a "Sound Musem" egyedülálló és magával ragadó keverékének bemutatójaként tekintett a számra. A Kylie Song by Song (2022) című művében Marc Andrews megjegyezte, hogy a Shy FX és Krust remixek Minogue legstílusosabb remixeit mutatták be, a Sharp Boys Dub pedig még tovább bővítette az eredeti számmal való kapcsolatot.
Andrews és Mayer Nissim a Digital Spy-tól egy visszatekintő kritikában Minogue karrierje egyik meghatározó pillanatának tartotta a dalt. Cameron Adams a Herald Sun-tól és Priva Elan az NME-től a legfurcsább és leglenyűgözőbb együttműködései közé sorolta. Adams a "GBI-t (German Bold Italic)" a legjobb számai közé sorolta, dicsérve hisztérikus, mégis bájos produkcióját. Sheridan úgy vélte, hogy a nem szokványos szám Minogue különböző zenei stílusokkal való kísérletezésének merész szakaszának a lezárását jelzi, amit 1998 hátralevő részében számos mainstream projekt követett. Sean Smith a Kylie (2014) írója rámutatott arra, hogy a kislemez megjelenésekor Minogue már művészileg továbblépett. A Playlisted: Everything You Need to Know About Australian Music Right Now (2012) című könyvében az ausztrál újságíró Craig Mathieson azt állította, hogy a dal lenyűgöző előfutár, amely bepillantást enged abba, hogy zenéje milyen irányba indul el. Ugyanezt az álláspontot osztva Rowley a "GBI" -t, amelyet Minogue leginnovatívabb táncdalának tartotta, mivel ez hangos alapot teremtett annak, ami végül egyedi house-pop stílusba irányította.
A promóció hiánya miatt a "GBI (German Bold Italic)" kevés sikert ért el a kislemez listákon világszerte. 1998-ban Ausztráliában az 50., Skóciában a 67. míg az Egyesült Királyságban a 63. helyen érte el a csúcsot. A Sharp Boys Deee-Liteful Dub a 18. helyezést érte el az UK Music Week klublistáján, míg az eredeti dal októberben a 35. helyen volt a Pop Chart-on. Annak ellenére, hogy Minogue egyik leghomályosabb dala, a szám továbbra is a rajongók kedvence. A skót DJ Calvin Harris egyik kedvencének választotta a dalt Minogue-tól, míg az ír énekesnő Róisín Murphy kedvenc tánczenei együttműködései közé sorolta.

## Videoklip

### Produkció és összetétel

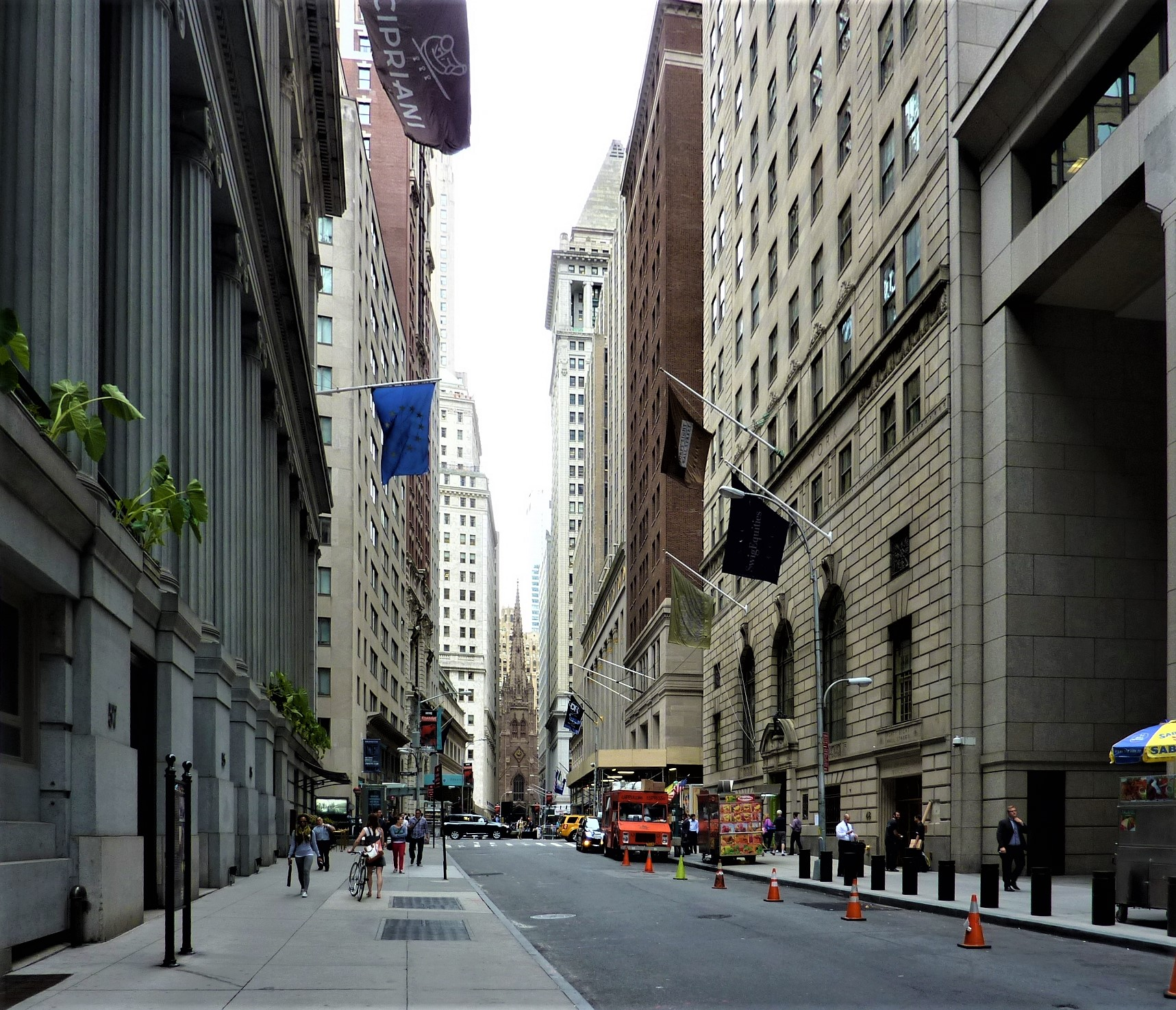
Sednaoui részben a New York-i Wall Streeten forgatta a klipet (a képen 2013-ban), egy kézi kamerával.

A "GBI (German Bold Italic)" klipjént Sednaoui rendezte, aki akkoriban Minogue barátja volt. A pár gyakran utazott Japánba, és erősen érdekelte az anime és japán kultúra. Minogue-t Nobuyoshi Araki japán fotós erotikus és nőies munkái vonzották be, ami hatással volt Sednaoui által az Impossible Princess című albumához készített reklámfotóira. A gésaképek iránti rajongásukat tovább táplálta Arthur Golden 1997-es népszerű regénye a Memoirs of Geisha. Sednaoui korábban az angol Massive Attack "Sly" című dalának 1994-es videoklipjét rendezte, amelyben Nicolette skót énekes-dalszerző kimonó jelmezben sétál az utcákon.
Az alacsony költségvetésű videót részben a New York-i Wall Streeten forgatták télen, egy kézi digitális kamerával. Minogue és William Baker divattervező egy autentikus kimonót, és obi-t választott egy kis Greenwich Village-i boltban, valamint egy rózsaszín gumikorbácsot egy szexboltból. Az énekesnő lakkozott zöld japán platformcipőt is viselt, amelyet Seadnoui ajándékozott neki. Minogue úgy érezte, hogy a videó hiteles, de a jelmez és a nehéz paróka komoly kihívást jelentett számára. Ragyogó sminkjét Paul Starr művész készítette.
A videó elején Minogue egy habfürdőben van, piros bikinit viselve, és a refrént énekli: "You will like my sense of style." (Tetszeni fog a stílusérzékem)'. Nagy, ezüst árnyalatú parókát visel, amelyet csillogó szivacsok és figurákkal díszitett tűk díszítenek. A következő jelenetben New York utcáit fedezi fel, lendületes kimonóba öltözve, és aprólékosan megkötött obival. Időnként megáll, hogy szögletes japán pózokat mutasson a kezével, és tisztelettel meghajol véletlenszerű idegeneknek az utcán. A videó eztán Tei jeleneteivel váltakozik, mint ahogy Tokió zsúfolt utcáin bolyongva, napszemüvegben, és nagy fejhallgatóval a fülén. Különféle tevékenységek közepette látható, úgy mint tésztaevés közben, vagy egy halpiacon, vagy épp egy italautomata előtt, ahogy italt vásárol.
A kamera ezt követően Minogue és Tei lábára fókuszál, ahogyan a városban közlekednek a metrón. Minogue feltűnő pózokban látható, amint fényűző vörös selyem ágyneműkön heverészik, és egy stilizált fenyőfa festmény előtt adja elő magát. Ahogy a videó eléri csúcspontját, Minogue-t egy öltönybe öltözött japán férfi vezeti pórázon. Eközben Tei egy szállodai ágyon ülve látható két fiatal japán nő társaságában, akik fokozatosan vetkőznek, majd a vállára támaszkodva a fülébe suttognak. Tei nevetésben tör ki a videó végén.

### Fogadás és elemzés

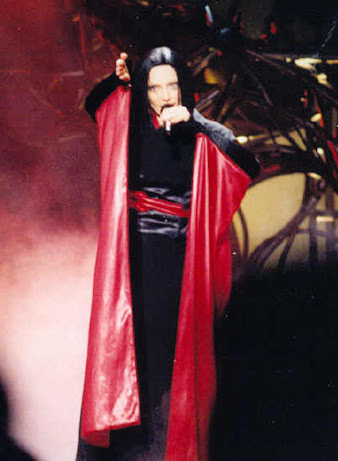
A kritikusok Madonna (a képen 2001-ben) "Nothing Really Matters" (1999) című klipjét hozták kapcsolatba, amelyet szintén a gésafigura ihletett.

A videoklip soha nem került kereskedelmi forgalomba. 2014 augusztusában Tei feltöltötte a videót a YouTube csatornájára a 94-14 év közötti kiadások részeként. Az újságírók és a szerzők a videót Minogue egyik legszokatlanabb törekvésének ismerték el. Az Integrated and Intersected: Kylie Minogue, Baz Luhrmann és a népszerű dalanyag felhasználása a Moulin Rouge-ban című esszéjében! (2013) Philip Hayward a "legszélsőségesebb audiovizuális távolságnak" írta le a 80-as években a "Neighbours" (Szomszédok)-ban játszott szerepétől és korábbi zenei eredményeitől kezdve. Andrews "elképesztő japán szürrealista élő anime fesztiválnak" nevezte, így Sheridan Minogue karakteriét "hiper irreálisnak" nevezte. Mathieson színészi karrierje csúcsaként méltatta a klipben lévő teljesítményét, Sturges pedig bájos jelenlétét.
A Kylie: La La La (2002) című fotókönyvben Baker Minogue szerepét egy tébolyult kiberlényként jellemezte, amely a hagyományos gésa és az újromantikus stílus elemeit ötvözi. A videó Sednaoui azon felfogásán alapul, hogy Minogue a gésa és a manga szuperhősnő keveréke, és a nőiesség két kontrasztos japán ábrázolását képviseli. Azonban a híresség életének láthatatlan korlátai álcázzák és bezárják őt. A tudósok többféle interpretációt is kínáltak a videoklipről. Kawaguchi és Keavensey Minogue karakterét egy kimonós, személytelen szexbabának tekintették, ami eltúlozza a gésák szexualizált nyugati sztereotípiáját, bezárja őket a férfi képzelet birodalmába, és Minogue popsztár szexuális tárgyiasítását szimbolizálja. Kawaguchi a nyugati szexuális sztereotípiák megfordulását is megjegyezte: egy nyugati nő azt a fantáziát testesíti meg, hogy keleti szexuális tárgy legyen, így a fiatal japán nő egy csábító irodai sziréna szerepét ölti magára. Tony Mitchell az Alter/Asians: Asian-Australian Identities in Art, Media and Popular Culture (2000) című könyvében a kitalált betűtípust a német és a kaukázusi japán-ausztrál személy egyedi hibridjének metaforájának tekintette, amelyet Minogue 2000-ben átvett.
A kritikusok kommentálták Minogue megjelenését a videóban. Kawaguchi megfigyelte, hogy öltözéke nem volt köthető az igazi gésák stílusához, és extravagáns parókája két színház karakter: Madame Butterfly egy fiatal japán nő, Giacomo Puccini 1904-es operájából és a szexualitás összeolvadását keltette. Marschallin Richard Strauss 1911-es "Der Rosenkavalier" című operájához hasonlította. Mitchell rámutatott arra, hogy bár Minogue egy gésát ábrázolt, vörös színű sminkben, és szőke parókában, még mindig hangsúlyozta nyugati vonásait. Összehasonlította a lány megjelenését azokkal a férfi színészekkel, akik hagyományosan női szerepeket játszanak a színházakban. Azt javasolta, hogy Minogue mondjon le meleg ikon státuszáról, és "transzvesztita-szerű reprezentációt alkalmaz, amely átlépi a faji és nemi határokat".
A szerzők összehasonlították a videóban a japán kultúra ábrázolását más művészek munkáival. Kawaguchi és Keaveney a videót Madonna "Nothing Really Matters" (1999) című dalához hasonlította, amelyben Madonna szintén kimonóban látható. Mindkét szerző azt sugallja, hogy Minogue és Madonna gésa öltözékének és modorának vállalása kényes kérdéseket vetett fel az ázsiai reprezentációval kapcsolatban a szórakoztatásban és a kulturális kisajátításban. Azt is megjegyezték, hogy minden videó végén Madonna és Tei a kamerába röhögnek, ami arra utal, hogy a gésaábrázolás a játék és a szatíra egy formájaként jelenik meg. Keaveney úgy vélte, hogy az ábrázolásuk "az ázsiai nő rovására emancipált és felhatalmazott, aki hallgat, megkötöz, és tébolyodott". Mitchell rámutatott arra, hogy a tokiói metró és a japán ikonográfia használata a "GBI" klipjében hatássak voltak az amerikai hip-hop csoport a Beastie Boys "Intergalactic" (1998) és az ausztrál elektronikus duó B(if)tek "Japanesse Game Show" (2000) vizuális munkáira. Smith a videót katalizátornak tekintette az olyan jövőbeli művészek számára, mint Lady Gaga, mely bizonyítéka Minogue úttörő közreműködésének.

## Utóhatása

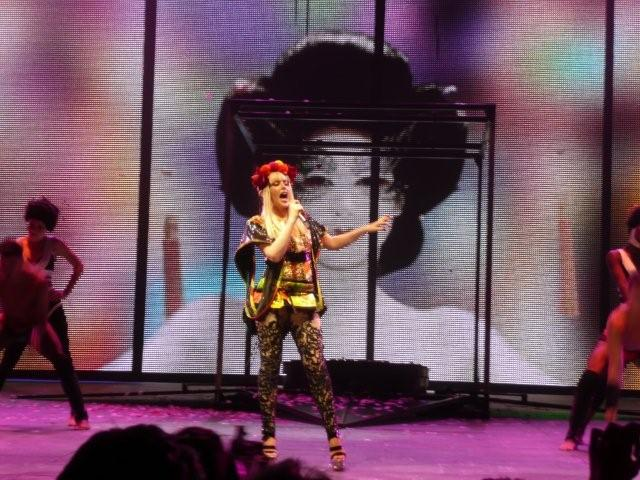
Minogue kimonó stílusú rövid ruhában lép fel KylieX2008 turnéjának "Naughty Manga Girl" fellépése alatt

A "GBI (German Bold Italic)" megjelenése után Minogue több élő fellépést is adott Ausztráliában, ahol hagyományos japán jelmezeket viselt. Egy kék-fehér selyem kimonót és egy gésa ihletésű barna parókát, amelyet Kevin Murphy fodrász tervezett, miközben 1998. november 14-én a Melbourne Cricket Groundban, a Mushroom Records 25. évfordulója alkalmából rendezett koncerten egy vegyes előadást adott. Az előadás később egy Mushroom 25 Live (1998) című live albumon is megjelent. Minogue a KylieX2008 turné közjátékát Jean-Paul Gaultier által tervezett élénk rózsaszín kimonóban nagy szőke parókával és porcelán sminkben adta elő. A közjáték a "Naughty Manga Girl" című japán ihletésű szakaszának része volt, amely során Minogue kimonó stílusú rövid ruhában lépett fel. Kardokkal hadonászó táncosokkal és egy meztelen japán nő kíséretében.
Minogue beépítette a "GBI"-t a KylieFever2002-es turnéjába, videóbejátszásként, miközben ő ideiglenesen elhagyta a színpadot, és a táncosok vették át az irányítást. Tei elégedett volt azzal a döntésével, hogy a dalt felvette a turnéba, a Blu-ray című weboldal pedig az egyik leglenyügözőbb szegmensként méltatta. A 2002. május 4-i manshesteri show DVD-n is megjelent KylieFever2002: Live in Manchester címmel. 2005-ben Tei kiadta a Somethime Samurai című dalt promóciós rádiós kislemezként 2005-ös stúdióalbumáról a "Flash"-ről. A dalt először demóként vették fel a "GBI" mellett 1996-ban, de nyolc évig befejezetlen maradt, mígnem Minogue-nak lehetősége nyílt 2004-ben, hogy újra felvegye énekét. 2015-ben Cory Arcangel amerikai művész az eredeti német Bold Italic betűtípust használta a Wet amerikai indie pop-csoport pulóveréhez. A The Fadernek adott interjúban Arcangel a betűtípust "beteg klasszikus vektoros techno betűtípusként" jellemezte, amely az évek során meglehetősen ritkasággá vált. 1997-es megjelenése óta rajongott a betűtípusért, és korábban beépítette alkotásaiba, beleértve a Whitney Museum of American Art 2011-es kiállításán bemutatott rajzokat is. Sugiyama és tervezőcsapata az Enlightenment, akik az 1997-es kislemez borítójának betűtípusát tervezték, 2013-ban kiadtak egy dalszöveges videót a dalról.A felvételt a Media Ambition Tokyo kiállításon vetítették február 15-én a Roppongi Hillsben.

## Formátumok és számlista
| - UK CD single #1 1. "GBI" (Radio Edit) 3:31 2. "GBI" (The Sharp Boys Deee-Liteful Dub) 8:58 3. "Boldline" 2:40 - UK CD single #2 1. "GBI" (Radio Edit) 3:31 2. "GBI" (Rekut]]) 8:15 3. "GBI" (Ebony Boogie Down Mix) 5:14 - UK kazetta single 1. "GBI" (Radio Edit) – 3:31 2. "GBI" – 6:58 - UK 12-inch promóciós bakelit #1 1. "GBI" (The Sharp Boys' Deee-Liteful Dub) 8:58 2. "GBI" 6:57 3. "GBI" (Kylie-Pella) 1:40 - UK 12-inch promóciós bakelit #2 1. "GBI" (Rekut) 8:18 2. "GBI" (Ebony Boogie Down Mix) 5:14 3. "Bold Line" 2:40 | - Ausztrál és Japán CD single 1. "Intro" – 0:26 2. "GBI" (Radio Edit) 4:17 3. "GBI" (Ebony Boogie Down Mix) 5:14 4. "BMT" (SP-1200 Remix) 4:23 5. "GBI" (Rekut) 8:15 6. "GBI" (German Bold Light Mix) 2:49 - Japán dupla 12-inch bakelit 1. "GBI" (Radio Edit) 4:17 2. "GBI" (Kylie-pella) 1:40 3. "BMT" (SP-1200 Remix) 4:23 4. "Boldline" 2:40 5. "GBI" (Ebony Boogie Down Mix) 5:14 6. "GBI" (Rekut) 8:15 - Japán Takkyu Ishino Remix 1. "GBI" (Takkyu Ishino Remix Dub) 6:53 2. "GBI" (Takkyu Ishino Remix Instrumental) 6:53 |

## Slágerlista
| Slágerlista (1998)   | Legjobb helyezések |
| -------------------- | ------------------ |
| Australia (ARIA)     | 50                 |
| Scotland (OCC)       | 67                 |
| UK Singles (OCC)     | 63                 |
| UK Club (Music Week) | 18                 |
| UK Pop (Music Week)  | 35                 |

## Megjelenések
| Ország             | Dátum                | Formátum(ok)   | Label                           | Ref.   |
| ------------------ | -------------------- | -------------- | ------------------------------- | ------ |
| Japán              | 1997. szeptember 10. | CD maxi single | - Elektra - Akashic - East West | [ 85 ] |
| Japán              | 1997. október        | 2x12"          | Elektra                         |        |
| Ausztrália         | 1998. november 16.   | CD maxi single | East West                       | [ 86 ] |
| Egyesült Királyság | 1998. október 26.    | CD maxi single | - Arthrob - East West           | [ 87 ] |
| Egyesült Királyság | 1998                 | MC single      | - Arthrob - East West           |        |
| Egyesült Királyság | 1998                 | 12"            | Arthrob                         | [ 88 ] |
| Japán              | 2017. március 22.    | CD-R           | Mach                            | [ 38 ] |